# Euryon

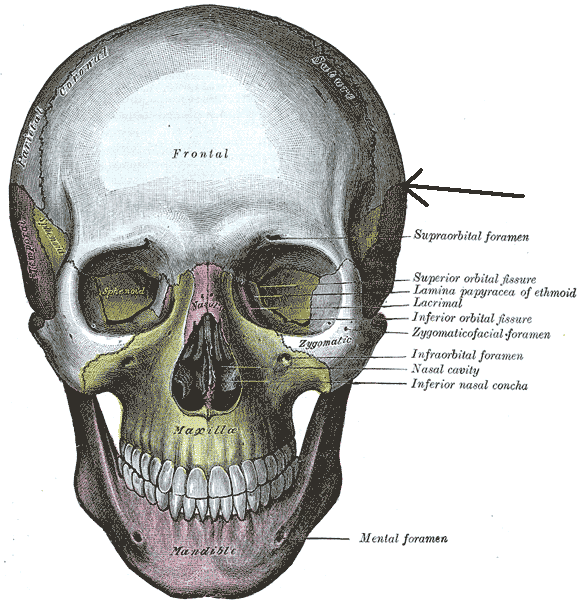
A koponya szemből (a fekete nyíl mutatja az euryon egyik pontját. A másik azzal egyvonalban a másik oldalon)

Az euryon egy a koponyaméréstanban használt mérési pont. Az agykoponya harántsíkban egymástól két legtávolabb eső pontját jelenti.